# 홋슨뛰는쥐
홋슨뛰는쥐 또는 홋슨저보아(Allactaga hotsoni)는 뛰는쥐과 다섯발가락뛰는쥐속에 속하는 설치류의 일종이다. 아프가니스탄과 이란 그리고 파키스탄에서 발견된다.

## 분류학
홋슨뛰는쥐는 1920년 영국 동물학자 토마스(Oldfield Thomas)가 처음 기술했다. 학명과 일반명은 1915년과 1920년 사이에 발루치스탄에서 식물과 포유류 표본을 수집한 군 장교 겸 박물학자인 홋슨(John Ernest Buttery Hotson)의 이름에서 유래했다.

## 분포 및 서식지
홋슨뛰는쥐는 파키스탄과 아프가니스탄, 이란 동부 지역의 토착종으로 해발 200m와 1500m 사이에서 발견된다. 일반적인 서식지는 자갈과 암석 사막 지대와 드문드문 초목이 있는 산악 스텝 지대이다.